# Dinther
Dinther is een dorp  in de provincie Noord-Brabant, gelegen in de Meierij van 's-Hertogenbosch. Dinther werd in 1969 samengevoegd met het buurdorp Heeswijk tot de gemeente Heeswijk-Dinther. In 1994 werden de gemeenten Heeswijk-Dinther, Heesch en Nistelrode samengevoegd tot de gemeente Bernheze.

## Etymologie
In 1139 werd Dinther voor het eerst vernoemd als Dinthre. De naam is van Frankische oorsprong en bevat de delen "Dint" en "haar". Dint (of "dent") staat voor "ingedeukt", zoals tussen de tanden van een tandwiel. Een "haar" is een langgerekte zandrug. Het betreft een golvende zandrug, zoals die zich inderdaad ten noorden van Dinther uitstrekt.

## Geschiedenis

### Territorium Dinther

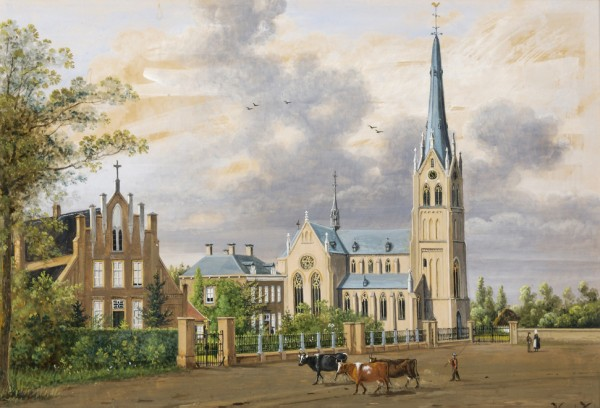
Dinther in de 19e eeuw

De eerste ontginningen vonden in de vroege middeleeuwen plaats op vruchtbare bosgronden langs de Aa. In Dinther zou de ontginning ‘’Retsel’’ op hoge ouderdom kunnen wijzen. Het woord -haar of -hare in naam Dinthare zou wijzen op de langgerekte zandrug tussen Berlicum en  Veghel, waarop het dorp ontstaan is. Mogelijk verwijst het voorvoegsel Dint- naar de afwisselende hoogtes in deze zandrug. Het lijkt geografisch verantwoord de naam Dinther de volgende betekenis toe te kennen: "ingedeukte langgerekte zandrug" (bron: Grepen uit de geschiedenis van Dinther 1139-1989, J. van der Leest)
Dinther vormde in de vroege middeleeuwen, net als Heeswijk en Boxtel een vrij territorium onder de Heren van Dinther. De helft van dit goed werd in 1196 door ridder Albert van Dinther aan de heer van Cuijk in leen opgedragen. Die droeg het in zijn beurt weer op aan de hertog van  Brabant. De heren van Dinther hadden vermoedelijk het huis Ter Borch als stamslot. Deze mogelijke motte-burcht, was gelegen ter hoogte van de Laverdonk te midden van de beemden van de Aa en niet ver van de limieten van Schijndel.

### Hertogdom Brabant
De andere helft van het goed Dinther werd in 1388 door Willem van der Aa aan hertogin Johanna van Brabant in leen opgedragen, waarmee het formeel Brabants territorium werd.
Dinther maakte in die tijd deel uit van het Brabant als onderdeel van de Meierij van 's-Hertogenbosch en het bleef ressorteren onder het kwartier Maasland. Sinds 1352 is Dinther officieel een gemeente, wanneer Jan van Benthem als heer van Dinther zijn parochianen het recht geeft tot het gebruik van gemeentegronden.
Gedurende de veertiende eeuw wordt de hoofdzetel van Dinther verplaatst van het huis Ter Borch naar het goed Ten Bogaerde. Deze adellijke huizing was gelegen in de nabijheid van het Kasteel Avestein, waarvan in de 17e eeuw melding wordt gemaakt.

### Staats Brabant

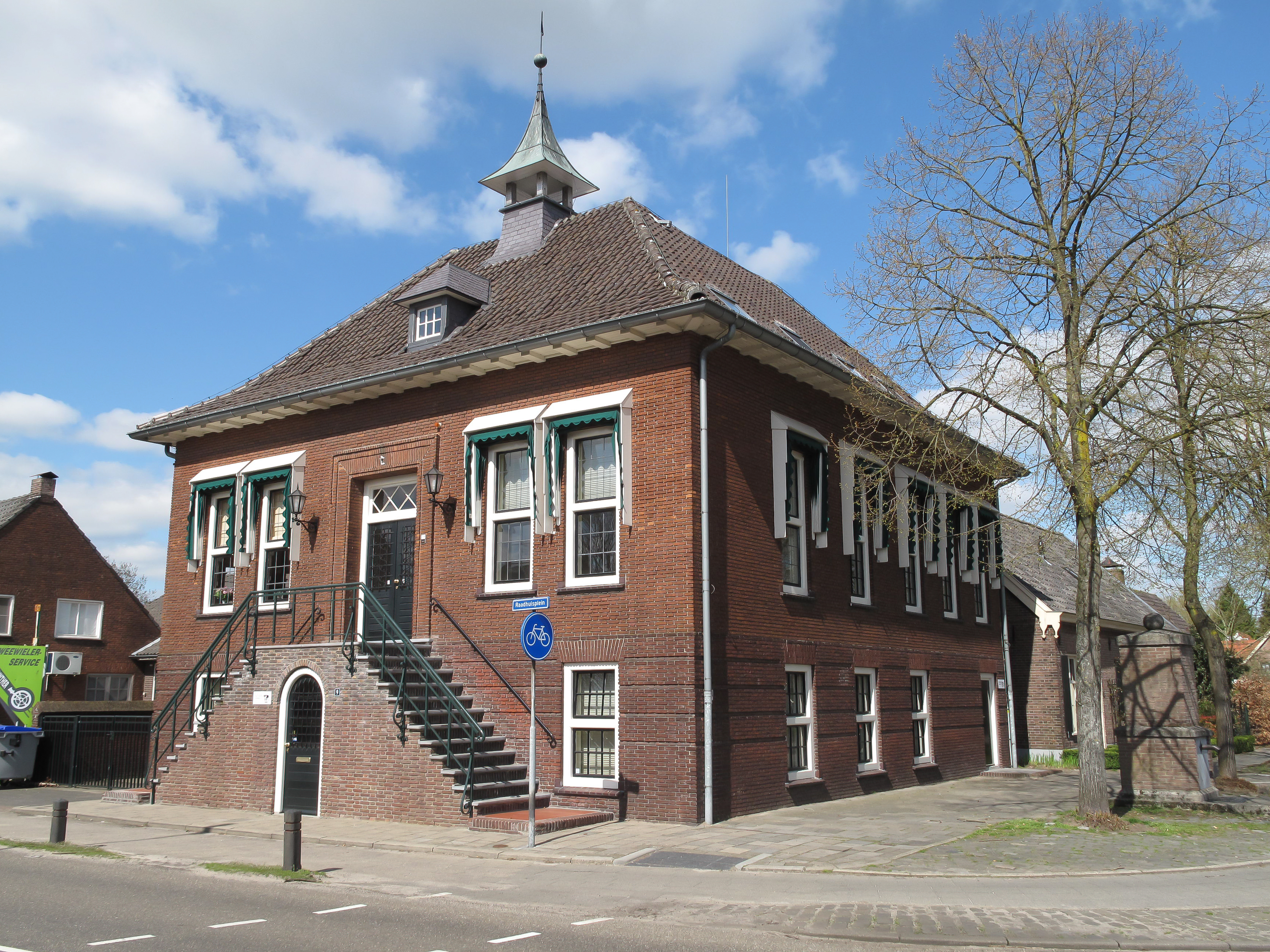
Raadhuis Dinther, Vestiging van de politie geweest nadat het dorp en de gemeente Heeswijk-Dinther ontstond

In 1648 wordt Dinther onderdeel van de Republiek der Zeven Verenigde Nederlanden, aangezien de Meierij van 's-Hertogenbosch en al haar toebehoren wordt toegewezen aan de Staten. Dinther had onder de Staats-Brabantse functie als militaire buffer voor het gewest Holland weinig tot geen mogelijkheden om tot economische groei te komen.
De katholieke eredienst wordt verboden en de oude Sint-Servatiuskerk wordt aan een handjevol protestantse ambtenaren toegewezen. De Dintherse bevolking kerkt daarop met inwoners van Heeswijk en Nistelrode vanaf 1650 in een schuurkerk te Bedaf, direct over de landsgrens met Uden.  Uden behoorde destijds niet tot Brabant, maar tot het vrije Land van Ravenstein. Die kerk werd tot aan de Franse inval van 1672 gebruikt door de parochianen. In 1672 werd de bouw van een nieuwe schuurkerk in het dorp Dinther toegestaan.

### Franse Tijd en Koninkrijk der Nederlanden
Pas in 1795, wanneer de Fransen binnenvallen, krijgt Dinther zijn vrijheden terug. In 1814 wordt het een volwaardig onderdeel van het Koninkrijk der Nederlanden.

## Dorpsontwikkeling

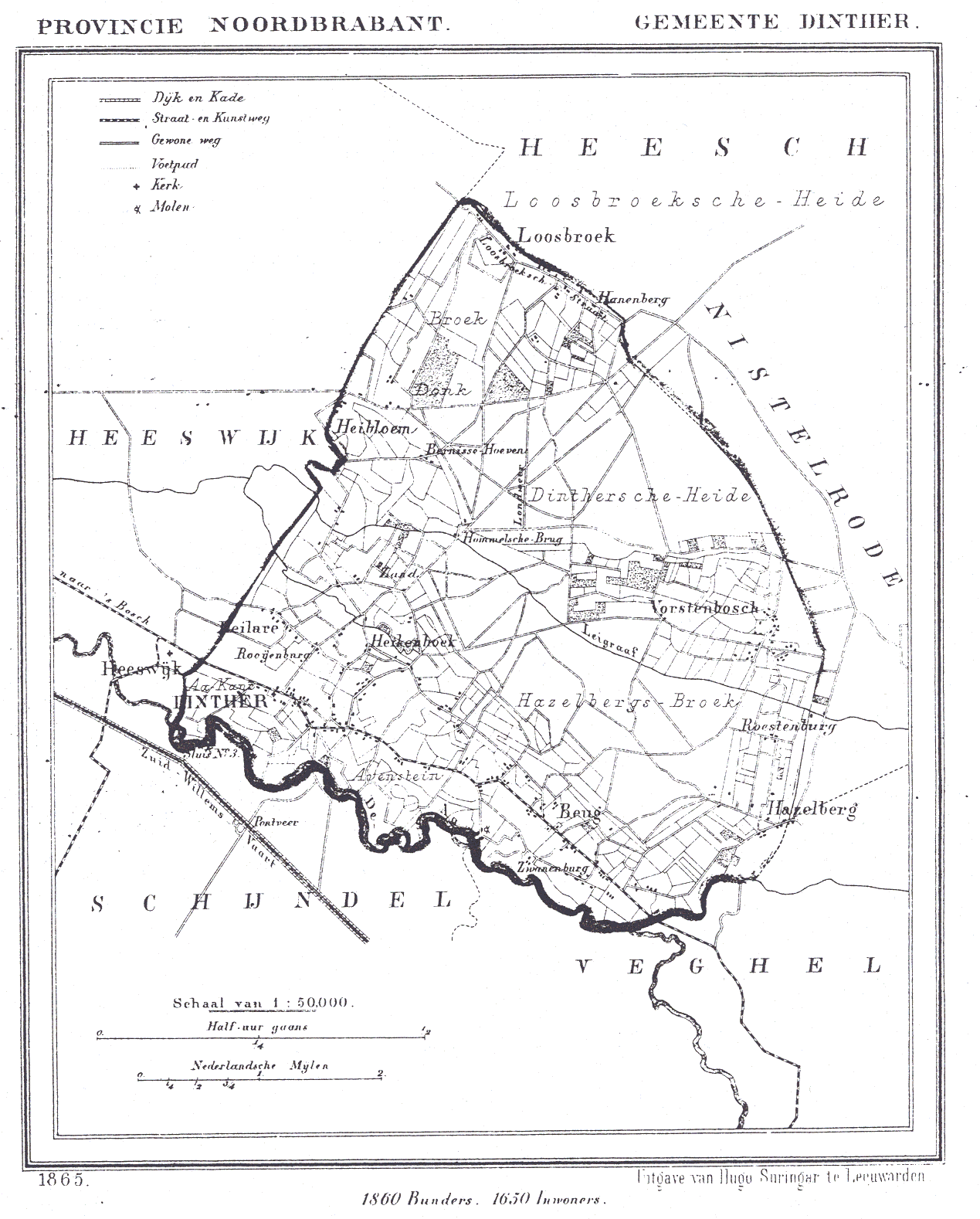
Dinther in 1865

Dinther was nooit een belangrijke plaats, maar was altijd een tamelijk groot dorp. Begin 19e eeuw omschrijft de koster Adriaan Brock uit Sint-Oedenrode op zijn tocht door de Meierij het dorp Dinther als volgt:
‘...is aan het Marktplein en by de Parochiekerk wel bebouwd, maar voor het overige ligger er de huizen zeer verspreid. De parochiekerk is een schoon en luchtig gebouw, voorzien van eenen fraaijen Tooren gedekt met eene hooge spits, dat van boven met eene lamptarn en eenen grooten knop eindigt.’
Dinther is, evenals de buurdorpen Heeswijk en Veghel, ontstaan in de buurt van een doorwaadbare plaats in de rivier de Aa. Het middelpunt van Dinther vormde altijd het gebied rond de kerk. De verspreide bebouwing van het dorp strekte zich al in de achttiende eeuw ver uit. Later werd de agrarische ruimte tussen deze linten opgevuld met kleinschalige woonwijken. Uitbreiding van het woningenbestand vindt momenteel vooral plaats in de Heilaren ten noordoosten van het dorp. De overgang van de stedelijke bebouwing naar het buitengebied verloopt vrijwel overal zacht: de dorpsrand is kleinschalig en groen. Enige uitbreiding van industrie heeft plaats op het industrieterrein Retsel.

## Bezienswaardigheden in Dinther
- De Kilsdonkse Molen op de grens met Veghel is in oorsprong een watermolen aan de Aa. Later werd het een combinatie van een watervluchtkorenmolen en een watergedreven oliemolen. De molen werd in 2009 gerestaureerd opgeleverd.
- Huize Zwanenburg is een middeleeuws versterkt huis uit de 14e eeuw.
- De Sint-Servatiuskerk is een monument uit 1877 dat in 2006 is gerestaureerd.
- De Protestantse kerk is een eenvoudig zaalkerkje uit 1843. Hoewel de hervormden sinds 1809 over de voormalige schuurkerk te Heeswijk konden beschikken, woonden de meeste protestanten in Dinther. Ook de hervormden uit Nistelrode maakten deel uit van de gemeente. Men wilde een kerk in Dinther en in 1843 kwam deze er. In 1860 werd de kerk te Heeswijk afgebroken, en de weinige protestanten uit Heeswijk kerkten sindsdien in Dinther.

## Cultuur
- Galerie "D'n Derfpad"
- Galerie "Hedonia"

## Landschappelijke ontwikkeling

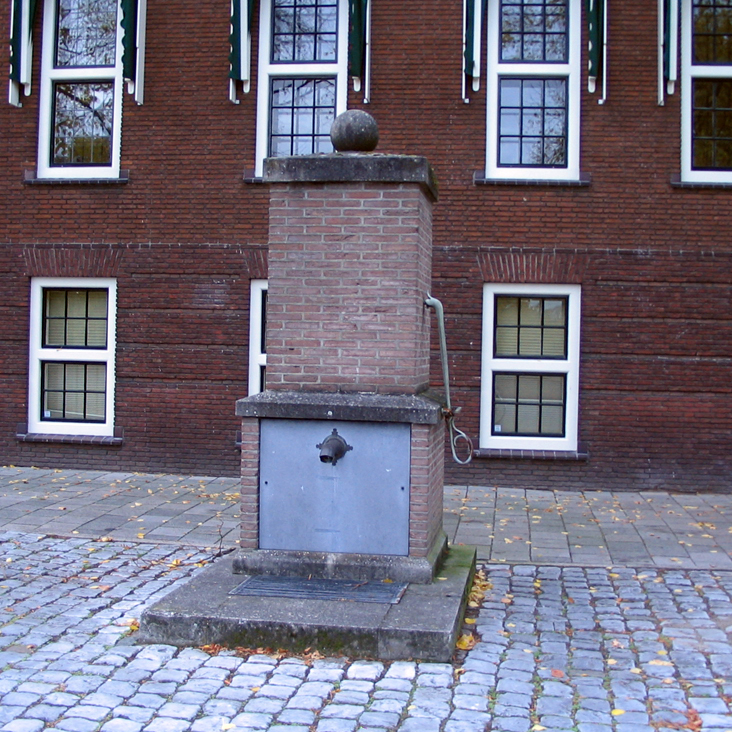
Waterpomp gemaakt door werklozen langs het Raadhuis te Dinther

Dinther is ontstaan op de oevers van rivier de Aa. De aanwezigheid van deze rivier en haar zijlopen (Leijgraaf) en Oudebeek heeft in het grootste gedeelte van de gemeente een stempel gedrukt op de ontwikkeling van het landschap. Het beekdallandschap met hooiland, beemden en kleine landschapselementen als steilranden en vennen was tamelijk open. De hoger gelegen cultuurlanden vormden met bolle akkers, meidoornhagen en houtsingels een meer gesloten landschap.
Door haar ligging in het Aa-dal had de gemeente Dinther meer dan regelmatig wateroverlast, met bijgevolg schade aan de landbouwgewassen. Onder andere in 1757, er verdronk toen veel Hoorenvee en Schaapen. De wateroverlast resulteerde er rond 1880 in, dat het gemeentebestuur van Veghel de aan haar grenzen gelegen  Kilsdonkse watermolen onder Dinther kocht en de molenraderen en stuw verwijderde. Dit loste de waterafvoer enigszins op, maar écht optimaal werd de afvoer pas bij het kanaliseren van de Aa in de jaren 30. Daardoor veranderde het kleinschalige beekdallandschap. In het Aadal zijn her en der nog relicten van het cultuurlandschap die het behouden waard zijn. Zoals de wielen die zijn overgebleven in de oude loop van rivier de Aa.
De gemeente Bernheze heeft ter compensatie van de aanleg van de snelweg A50 natuurgebieden aangelegd. Dit is mede gedaan om het landelijke gebied een grotere ecologische en recreatieve waarde te geven. Met name het landelijk gebied tussen Dinther en Veghel moet van de provincie Noord-Brabant haar groene karakter behouden. Het daar gelegen landgoed Zwanenburg is opgeknapt en versterkt door o.a. de aanleg van een vispassage in de Aa en het opnieuw laten functioneren van de te restaureren Kilsdonkse Molen. Dit plan sluit aan op het Masterplan de Aa in de gemeente Veghel.
Ten noordoosten van Dinther liggen de Dintherse Bossen, ten noorden van de Leigraaf en samen met de Heeswijkse Bossen en de Bedafse Bergen een ecologische verbindingszone vormend.

## Nabijgelegen kernen
Heeswijk, Loosbroek, Veghel
Hoofdplaats: Heesch      Woonplaatsen: Heeswijk-Dinther · Loosbroek · Nistelrode · Vorstenbosch

Buurtschappen: Beugt · Berkt · Bus · Dintherse Hoek · Donzel · Fokkershoek · Hazelberg · Hommelse Hoeven · Hooge Wijst · Kameren · Kantje · Kilsdonk · Lage Wijst · Loo · Menzel · Munnekens-Vinkel · Rakt (deels) · Rukven · Zevenbergen · Zoggel

Noord-Brabant: Steden en dorpen      Nederland: Provincies · Gemeenten